# Yongxing (köping i Kina, Sichuan)
Yongxing (kinesiska: 永兴镇, 永兴) är en köping i Kina. Den ligger i provinsen Sichuan, i den sydvästra delen av landet, omkring 370 kilometer öster om provinshuvudstaden Chengdu.
Genomsnittlig årsnederbörd är 1 751 millimeter. Den regnigaste månaden är september, med i genomsnitt 350 mm nederbörd, och den torraste är december, med 13 mm nederbörd.